# Norwich North (circonscription britannique)
Circonscription parlementaire de la Chambre des communes
La circonscription de Norwich North est une circonscription électorale anglaise située dans le Norfolk et représentée à la Chambre des communes du Parlement britannique.

## Géographie
La circonscription comprend:
- La partie nord de la ville de Norwich

## Députés
Les Members of Parliament (MPs) de la circonscription sont:
| Législature                    | Années       | Député         | Député           | Parti        |
| ------------------------------ | ------------ | -------------- | ---------------- | ------------ |
| Norwich North issue de Norwich |              |                |                  |              |
| 39e                            | 1950–1951    |                | John Paton       | Travailliste |
| 40e                            | 1951–1955    |                | John Paton       | Travailliste |
| 41e                            | 1955–1957    |                | John Paton       | Travailliste |
| 42e                            | 1959–1964    |                | John Paton       | Travailliste |
| 43e                            | 1964–1966    | George Wallace |                  | Travailliste |
| 44e                            | 1966–1970    | George Wallace |                  | Travailliste |
| 45e                            | 1970–1974    | George Wallace |                  | Travailliste |
| 46e                            | 1974–1974    | David Ennals   |                  | Travailliste |
| 47e                            | 1974–1979    | David Ennals   |                  | Travailliste |
| 48e                            | 1979–1983    | David Ennals   |                  | Travailliste |
| 49e                            | 1983–1987    |                | Patrick Thompson | Conservateur |
| 50e                            | 1987–1992    |                | Patrick Thompson | Conservateur |
| 51e                            | 1992–1997    |                | Patrick Thompson | Conservateur |
| 52e                            | 1997–2001    |                | John Paton       | Travailliste |
| 53e                            | 2001–2005    |                | John Paton       | Travailliste |
| 54e                            | 2005–2009    |                | John Paton       | Travailliste |
| 54e                            | 2009-2010    |                | Chloe Smith      | Conservateur |
| 55e                            | 2010–2015    |                | Chloe Smith      | Conservateur |
| 56e                            | 2015–2017    |                | Chloe Smith      | Conservateur |
| 57e                            | 2017–2019    |                | Chloe Smith      | Conservateur |
| 58e                            | 2019–Présent |                | Chloe Smith      | Conservateur |

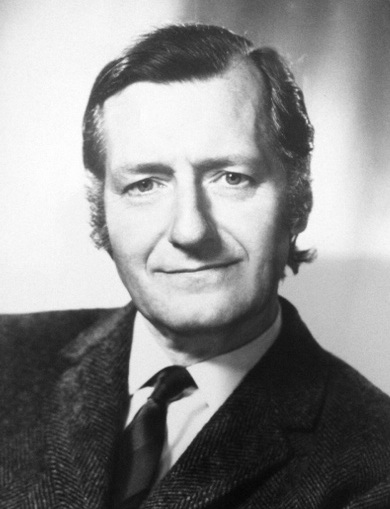
David Ennals (fév. 1974-1983)
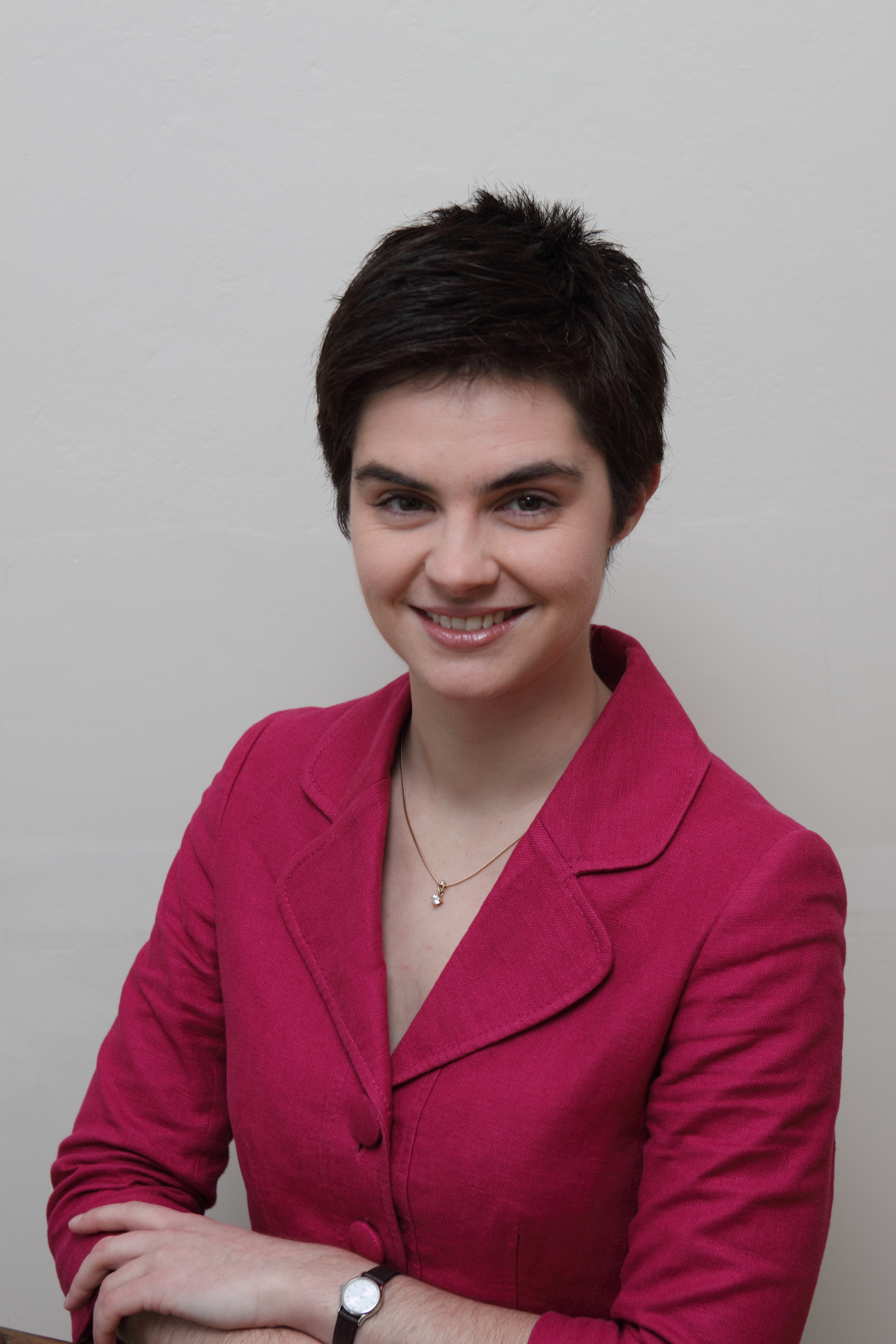
Chloe Smith (2009-Présent)